# Refugio (Teksas)
Refugio – miasto w Stanach Zjednoczonych, w stanie Teksas, w hrabstwie Refugio. W 2000 roku liczyło 2 941 mieszkańców.